# The Disappearance of Eleanor Rigby
Pour plus de détails, voir Fiche technique et Distribution.
The Disappearance of Eleanor Rigby est un film américain de Ned Benson. The Disappearance of Eleanor Rigby est le titre collectif de trois longs-métrages : Him, Her et Them, écrits et réalisés par Benson,. Les deux premiers ont été projetés au Festival international du film de Toronto en 2013 comme « work in progress », alors que le troisième est présenté dans la sélection Un certain regard au Festival de Cannes en 2014. Version montée à partir de Him et Her, Them sort aux États-Unis le 12 septembre 2014, tandis que Him  et Her sortent ensemble comme un double long-métrage le 10 octobre 2014 dans certaines salles de cinéma d'art et essai,.

## Synopsis
Conor et Eleanor, confrontés à ce qui peut arriver de pire à un jeune couple new-yorkais, s'aiment et se séparent dans une fable sur l'amour, la mort et la résilience.

## Fiche technique

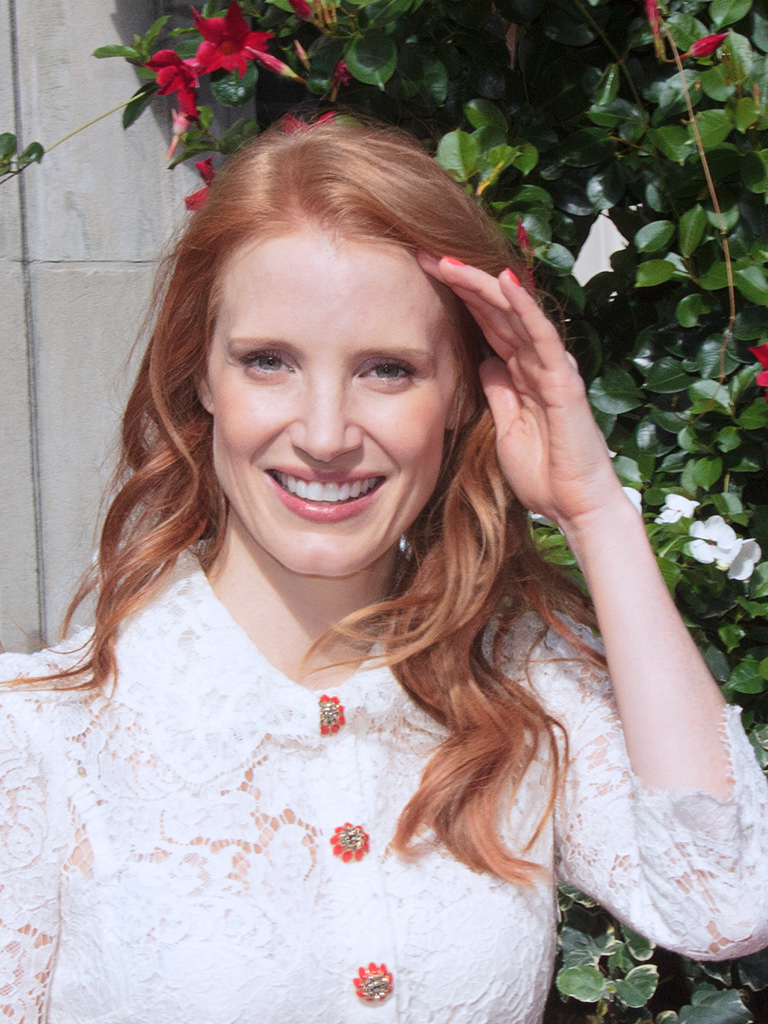
L'actrice et productrice Jessica Chastain, au Festival international du film de Toronto 2013, pour la présentation de "Him" et "Her".

- Titre original : The Disappearance of Eleanor Rigby
- Réalisateur et scénario : Ned Benson (en)
- Production : Division Films, Myriad Pictures
- Genre : Drame
- Pays :  États-Unis
- Durée : 308 minutes
- Dates de sortie : 
  - États-Unis : 10 septembre 2014 en salles (pour Him et Her) et 12 septembre 2014 en salles (pour Them)
  - France : 1er novembre 2014 sur Netflix (pour les trois parties)

## Distribution
- Jessica Chastain : Eleanor Rigby
- James McAvoy : Connor Ludlow

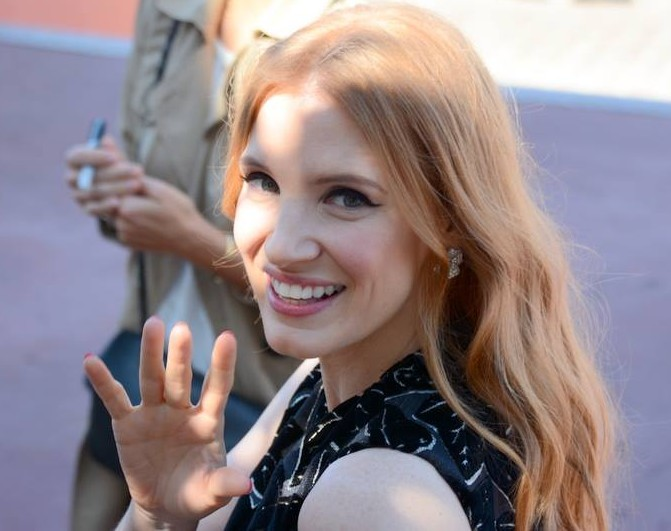
Jessica Chastain au Festival de Cannes 2014, pour la présentation du film Them dans la sélection "Un certain regard".

- Viola Davis : le professeur Lillian Friedman
- William Hurt : Julian Rigby
- Isabelle Huppert : Mary Rigby
- Jess Weixler : Katy Rigby
- Bill Hader : Stuart
- Ciarán Hinds : Spencer Ludlow
- Archie Panjabi
- Katherine Waterston : Charlie
- Nina Arianda : Alexis